# Thylane Blondeau
Pour les articles homonymes, voir Blondeau.
Thylane Blondeau, née le 5 avril 2001 à Aix-en-Provence, est une mannequin et actrice française.
Elle est la fille aînée de Véronika Loubry et Patrick Blondeau.

## Biographie

### Naissance
Thylane Léna-Rose Blondeau, est née le 5 avril 2001 à Aix-en-Provence,. Elle est la fille de Véronika Loubry, ancienne animatrice de télévision, et de l'ancien footballeur Patrick Blondeau,.

### Mannequinat
Elle commence une carrière de modèle très tôt, à l'âge de quatre ans. En 2005, elle défile pour Jean Paul Gaultier lors de la Fashion Week de Paris,.
En 2010, elle est photographiée pour un complément du magazine Vogue Paris. Cette photographie suscite une polémique ; des petites filles sont habillées,  maquillées et posent « comme des adultes », ce que certains considèrent comme un fait visant à leur hypersexualisation,.
En mars 2014, elle fait la couverture du magazine Jalouse,,,. Elle est l'égérie de la marque Swildens Teen pour la collection printemps/été 2014,. En septembre 2015, elle pose pour le magazine Teen Vogue,. Elle porte la même année des vêtements d'une collection capsule d'Eleven Paris. Elle présente des vêtements de cette marque pour la ligne pour enfants ; une partie des bénéfices a été reversée à l'association Make-A-Wish.
En décembre 2015, elle est pour la première fois à l'affiche d'un film, Belle et Sébastien : L'aventure continue, dans lequel elle joue l'un des rôles principaux. Cette expérience lui permet d'acquérir une plus grande notoriété qui la mène à monter les marches du Palais des festivals lors du Festival de Cannes 2016, en tant qu'égérie de L'Oréal,.
Elle pose ensuite en couverture du numéro de mars 2016 du magazine L'Officiel. Elle est l'égérie de la campagne de Paul & Joe Sister, la marque de Sophie Mechaly, pour la saison printemps/été 2016. Elle fait partie des mannequins dites « petites » car elle mesure 1,67 m.
En 2017, elle défile pour la première fois pour la marque Dolce & Gabbana et devient égérie de leur nouvelle campagne publicitaire aux côtés d'autres « fils et filles de » comme Gabriel Kane-Lewis, fils d'Isabelle Adjani et de Daniel Day-Lewis.
En 2018, elle défile sur le podium de L'Oréal lors de la Fashion Week. Elle sort ensuite sa propre marque de vêtement nommée Heaven May[réf. nécessaire]. Son contrat prend fin avec L'Oréal au début de 2019[réf. nécessaire].
L'été 2019, elle devient le nouveau visage du parfum Cacharel « Amor Amor ».

## Vie privée

### Famille
Elle est la fille aînée de Véronika Loubry et Patrick Blondeau.

## Filmographie
- 2015 : Belle et Sébastien : L'aventure continue de Christian Duguay : Gabrielle
- 2017 : Thylane (court métrage) de NP Novak[23] : elle-même